# José María Asúa
José María Asua González (Zarátamo, 6 de abril de 1953) es un químico español, catedrático de ingeniería química de la Universidad del País Vasco y director de Polymat, el Instituto de Investigación de Materiales  Poliméricos.

## Educación
Asua obtuvo su licenciatura en Ciencias Químicas por la Universidad de Bilbao en 1975, y realizó su doctorado en química en la Universidad de Zaragoza, investigando la desactivación de  catalizadores sólidos.

## Investigación y carrera professional
En 1978, se incorporó a la Facultad de Ciencias Químicas de la Universidad del País Vasco para investigar la asignatura de reactores de polimerización. Realizó una estancia posdoctoral en la Universidad de Lieja (Bélgica) investigando la hidrodinámica de los reactores de lecho de goteo (TBR), y hapasado años sabáticos en la Universidad de Lehigh (EE. UU.) como becario Fulbright y en la Universidad de Waterloo (Canadá) como profesor visitante. También es profesor visitante de las universidades Católica de Lovaina (Bélgica) y Dortmund (Alemania). El Profesor Asua es reconocido internacionalmente en el campo de investigación fundamental en procesos de polimerización industrialmente importantes, desarrollando estrategias de producción de polímeros dispersos en agua basadas en el conocimiento. También ha sido impulsor de las relaciones entre la universidad y la industria, dirigiendo más de 30 proyectos industriales; y ha formado parte del comité científico de muchos congresos internacionales y sido director de un NATO Advanced Study Institute.

## Premios y honores
- Premio a la Excelencia Investigadora de la Real Sociedad Española de Química, 2017[6]
- Premio a la Invención e Investigación en Química Aplicada "Profesor Martínez Moreno" por la Universidad de Sevilla y la Fundación García-Cabrerizo, 2015.[3]
- Premio Euskadi de Investigación, 2005[7]
- Miembro de Jakiunde, la Academia de las Ciencias, de las Artes y de las Letras del País Vasco[5]
- Premio Rhône Poulenc a la Innovación en Tecnologías Limpias[5]

## Publicaciones
Asua es autor de un libro y editor de los libros 'Polymeric Dispersions: Principles and Applications' (1997) y 'Polymer Reaction Engineering' (2007).
Ha publicado más de 230 artículos y es coautor de 4 patentes. Es miembro de los comités editoriales de Macromolecular Reaction Engineering, Macromolecular Materials and Engineering y Chemical Engineering Journal, ha sido Editor asociado de Polymer Reaction Engineering.
impartido 45 conferencias invitadas y plenarias y más de 150 conferencias y pósteres en congresos internacionales. Es coautor de 4 patentes y ha dirigido 33 tesis doctorales.